# Parque Nacional Wellington
O Parque Nacional Wellington é um parque nacional na Austrália Ocidental, localizado a 10 quilómetros a oeste de Collie e aproximadamente a 215 quilómetros ao sul de Perth, no condado de Collie, ao longo da rodovia Coalfields.

## Flora
O parque está dentro da biorregião da Floresta Jarrah e é predominantemente composto de florestas exclusivas de Eucalyptus marginata (jarrah), Corymbia calophylla (marri) e Eucalyptus patens (yarri ou blackbutt). Espécies encontradas comummente como parte do sub-bosque incluem Banksia grandis (touro banksia), Allocasuarina fraseriana (sheoak), Bossiaea aquifólio (waterbush), Persoonia longifolia (snottygobble) e Xanthorrhoea preissii (gramínea).